# The Void Transmission
The Void Transmission prvi je EP hrvatskog black metal-sastava Pogavranjen. Sastav je samostalno objavio EP 2010. godine.

## Popis pjesama
Glazba: Lümfa.
| 1.    | »Casket Filler«                           | 2:41 |
| 2.    | »Die Übelkeit Lexikon« (Leksikon mučnine) | 2:57 |
| 3.    | »The Lamb Skin Curtain«                   | 4:01 |
| 4.    | »A Storm of Whips«                        | 4:42 |
| 5.    | »Void Transistor«                         | 9:21 |
| 23:42 |                                           |      |

## Zasluge
Pogavranjen
- Brane – bubnjevi
- Stid – gitara
- Vradžbinar – vokali
- Lümfa – bas-gitara

Ostalo osoblje
- Ludow Ex Machina – produkcija, miksanje, mastering